# Poza podejrzeniem (film 1995)
Poza podejrzeniem (ang. Above Suspicion) – amerykański film telewizyjny z 1995 roku w reżyserii Stevena Schachtera, którego premiera odbyła się 21 maja 1995 roku na stacji HBO.
Zdjęcia do filmu kręcono w okresie od 21 marca 1994 roku do 29 kwietnia 1994 roku w Los Angeles.
27 maja 1995 roku, 6 dni po premierze filmu, Christopher Reeve na planie filmowym został zrzucony z siodła przez spłoszonego konia, w wyniku czego aktor doznał urazu rdzenia kręgowego i od tego momentu był całkowicie sparaliżowany oraz oddychał za pomocą respiratora.

## Fabuła
Dempsey Cain (Christopher Reeve), policjant, w wyniku strzelaniny zostaje sparaliżowany od pasa w dół. Wkrótce odkrywa, że jego żona Gail (Kim Cattrall) zdradza go z bratem Nickiem (Edward Kerr), również policjantem. Jego kalectwo wzbudza współczucie, co pomaga mu w wykonaniu zemsty, a raczej pomogłoby, gdyby nie pojawił się pewien detektyw Alan Rhinehart (Joe Mantegna), uparty w dochodzeniu sprawiedliwości.

## Obsada
- Christopher Reeve – Dempsey Cain
- Joe Mantegna – Alan Rhinehart
- Kim Cattrall – Gail Cain
- Edward Kerr – Nick Cain
- Finola Hughes – Iris
- Geoffrey Rivas – Enrique
- William H. Macy – Prokurator Schultz
- Blake Foster – Damon Cain
- Joanna Miles – Laura
- Frank Medrano – Jorge de La Paz
- Marty Levy – Syd
- J.J. Johnston – Hank
- Gerald Castillo – Porucznik Matteos
- Timothy Landfield – Jerry, funkcjonariusz spraw wewnętrznych
- David Byron – Bruce
- Ellis Williams – Dowódca
- Clark Gregg – Randy
- Ron Canada – kapitan
- Lionel Mark Smith – Larry
- Natalija Nogulich – Prokurator Wallace
- Michelle C. Bonilla – Dziewczyna pod prysznicem
- Holley Chant – Nancy
- Arthur Taxier – Doktor Cole
- Gilbert Rosales – członek gangu
- Peter Michael Goetz – sędzia
- Sandy Martin – Kelnerka
- Richard Hoyt-Miller – Inspektor
- Sharon Watroba – Pracowniczka wypożyczalni samochodów
- Jonathan Friedman – Facet z kamerą
- Dana Reeve – Detektyw
- Melanie Pleasure – Psychoterapeutka
- Seidy Lopez – Pracowniczka teatru
- Tony Mamet – Kierownik teatru
- Rick Kahana – członek gangu
- Ramiro González – członek gangu
- Joy Hooper – Dziewczyna gangstera
- David Ralphe – Mówca
- Sheila Hanahan – Policjantka
- Michael Sutherland – Oficer policji